# STS-144
STS-144, voluit Space Transportation System-144, was oorspronkelijk een Spaceshuttle-missie van het Spaceshuttle-programma dat door de Columbia gedaan moest worden om onderhoud aan de Ruimtetelescoop Hubble uit te voeren en de levensduur van de telescoop te verlengen tot 2013.
De missie was oorspronkelijk gepland voor november 2009.
Nadat de Columbia verongelukte op 1 februari 2003 tijdens zijn terugkeer in de dampkring werd deze missie door de NASA geannuleerd. In plaats daarvan zou de Atlantis met missie STS-125 de ruimtetelescoop Hubble onderhouden.

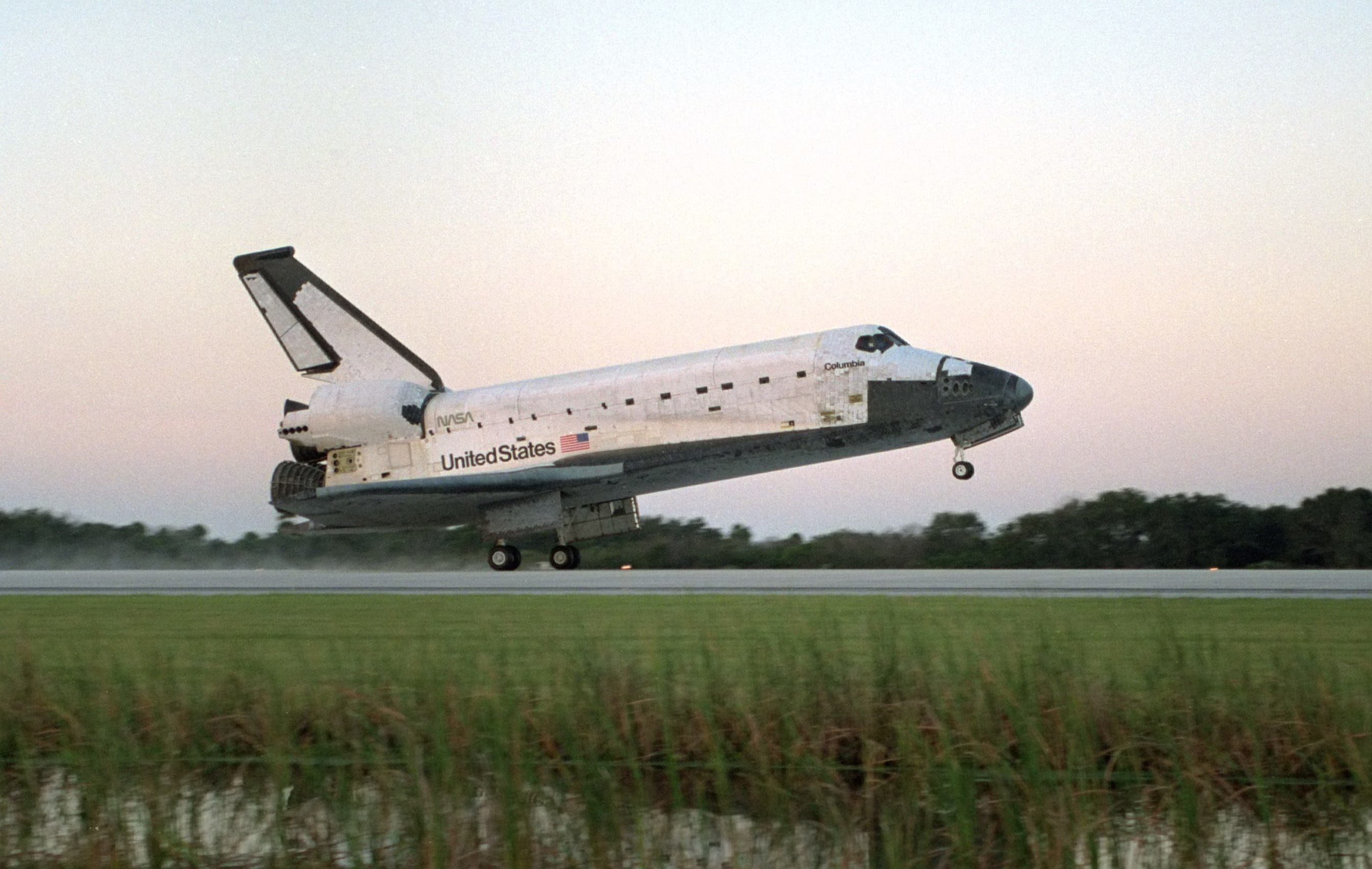
Space Shuttle Columbia